# ۷-دی‌هیدرودسمترول

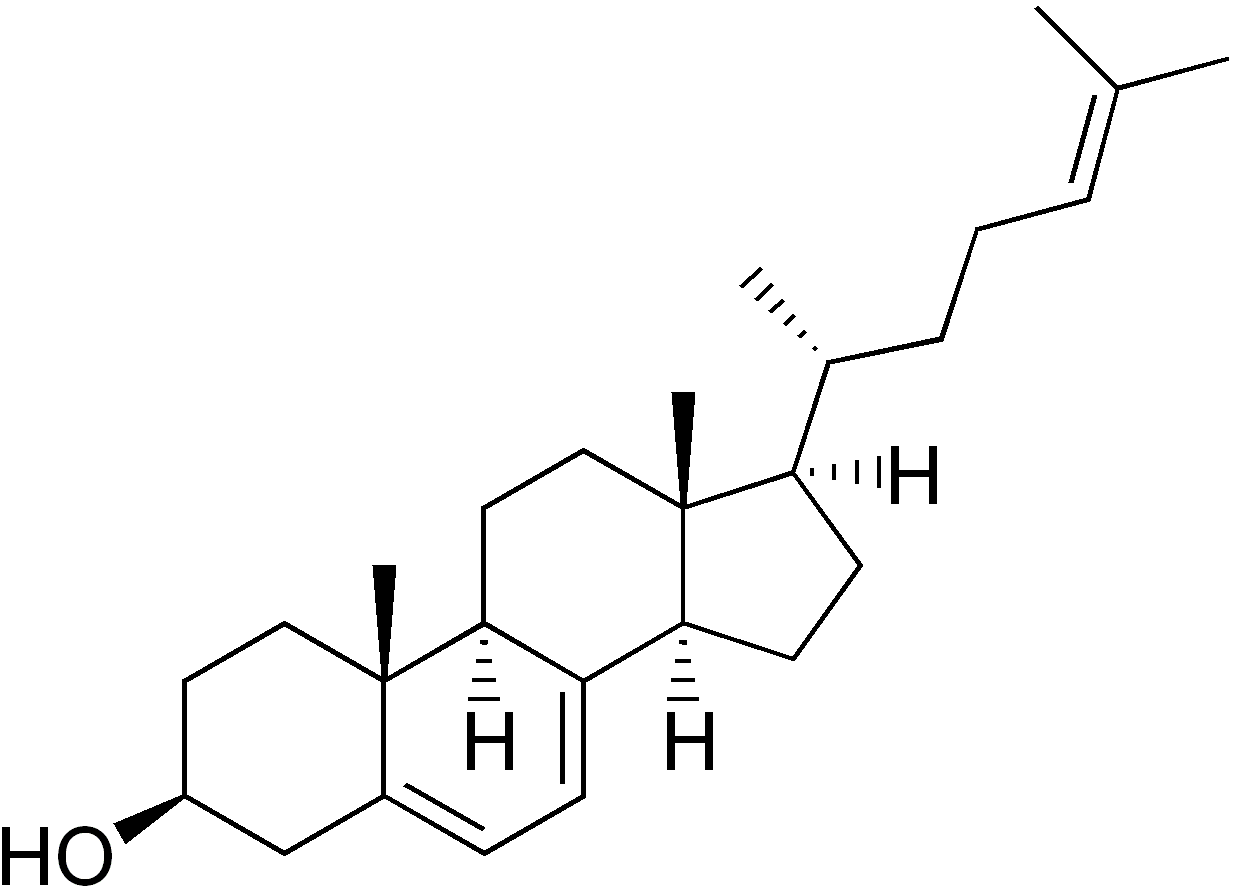
ساختار شیمیایی ۷-دی‌هیدرودسمترول

۷-دی‌هیدرودسمترول (به انگلیسی: 7-Dehydrodesmosterol) با فرمول شیمیایی C۲۷H۴۲O یک ترکیب شیمیایی با شناسه پاب‌کم ۴۴۰۵۵۸ است. که جرم مولی آن ۳۸۲٫۶۲ گرم بر مول می‌باشد. 